# Ortolaan
De ortolaan (Emberiza hortulana) is een lange-afstandstrekker en een lid van de familie van de gorzen (Emberizidae). De soort komt voor in kleinschalige landbouwlandschappen waar houtwallen en graangewassen een belangrijke rol spelen. Hij heeft daarom in grote delen van Europa te lijden onder de schaalvergroting en homogenisering van de landbouw. In Nederland en België is de ortolaan als broedvogel uitgestorven. De soort overwintert in delen van West-Afrika en Oost-Afrika.

## Kenmerken
De ortolaan bereikt een lengte van 15 à 16,5 cm. Het mannetje van de ortolaan onderscheidt zich van de andere gorzen door zijn grijsgroene kop, een gele oogring, keel en baardstreep en zijn oranjebruine onderzijde. De rug is bruinig met opvallende donkere strepen. Het vrouwtje lijkt op het mannetje maar heeft een grauwer gekleurde kop en bruinige onderzijde. De ortolaan heeft een vleugellengte van 23–29 cm en weegt tussen de 20 en 28 gram.
In delen van Griekenland en Turkije overlapt het broedgebied van de ortolaan met de gelijkende bruinkeelortolaan (Emberiza caesia). De bruinkeelortolaan broedt er vaak op zonnige, droge hellingen met rotsblokken, gras en doornige struiken. Als beide soorten in hetzelfde gebieden aanwezig zijn, broedt de bruinkeelortolaan vaak (maar niet altijd) op lagere hoogte, meestal beneden de 1.350 m. Het volwassen mannetje van de bruinkeelortolaan onderscheidt zich van de ortolaan door zijn diep roestrode buik, keel en baardstreep en zijn borst en kop zijn blauwgrijs in plaats van groengrijs. De bruinkeelortolaan heeft een witte in plaats van gelige oogring. Het vrouwtje is wat moeilijker te onderscheiden van een vrouwelijke ortolaan, maar heeft eerder een lichtbruine in plaats van gelige baardstreep en een wat warmer bruin gekleurde buik.
De steenortolaan (Emberiza buchanani) lijkt ook sterk op de ortolaan en de broedgebieden van de twee soorten overlappen in het oosten van Turkije en Armenië. De soort broedt daar op berghellingen en hoge plateaus (meestal boven 2000 m) en heeft daarmee dezelfde voorkeuren qua biotoop als de ortolaan in die contreien heeft. De mannelijke steenortolaan heeft echter geen grijze borstband. De rug is bij beide geslachten grauw en nauwelijks gestreept en hebben een wittige in plaats van oranjebruine stuit. De vrouwelijke ortolaan heeft een lichtelijk gestreepte borst, iets dat bij de vrouwelijke steenortolaan niet voorkomt. Steenortolanen hebben net als bruinkeelortolanen een witte (geen gele) oogring.

## Voedsel
De ortolaan voedt zich voornamelijk met insecten en ongewervelden, waaronder rupsen. Eet ook zaden zoals graankorrels; vooral na het broedseizoen.

## Broeden

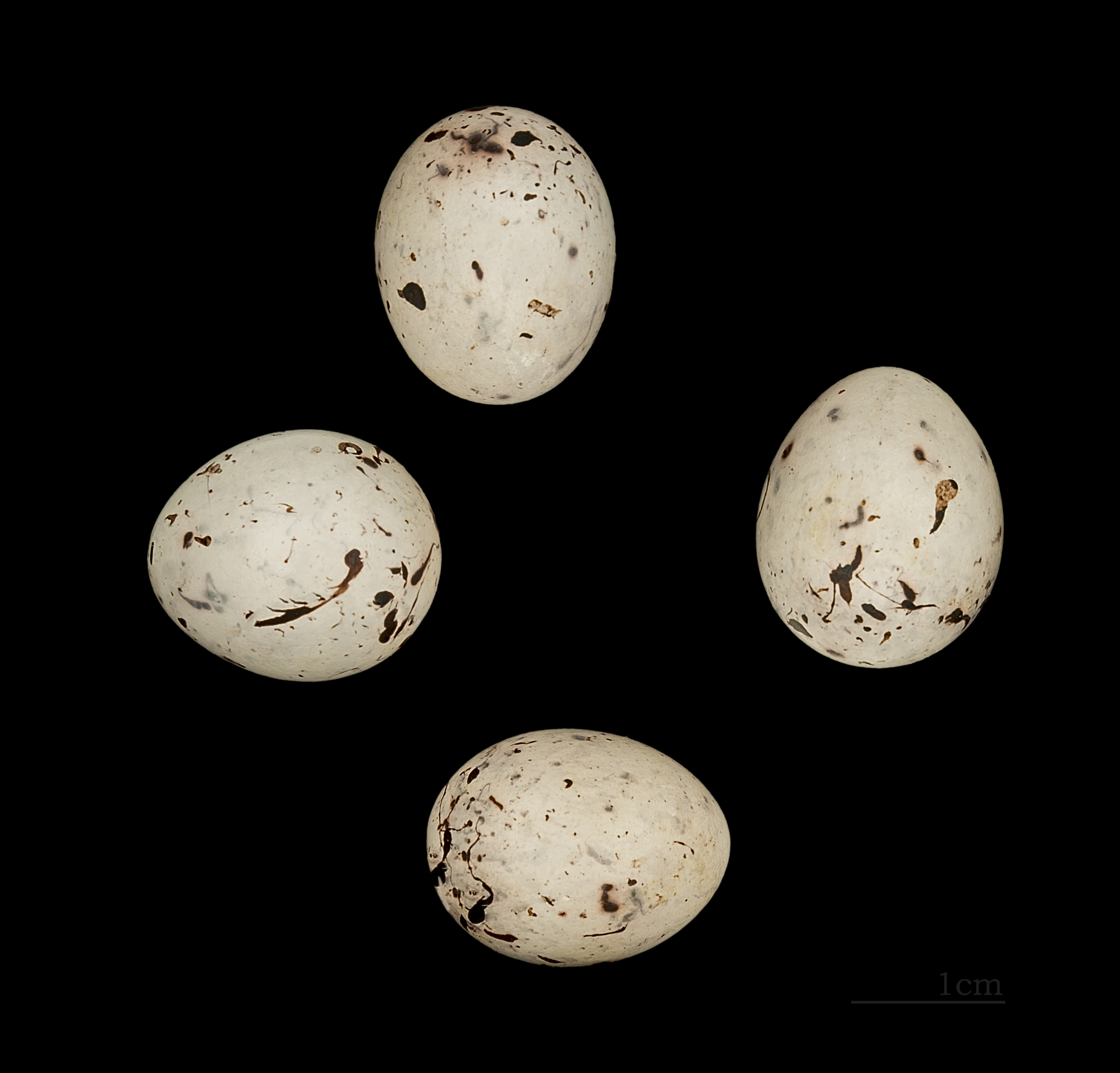
Eieren van de ortolaan

Het legsel bestaat uit 3-5 eieren die tussen mei en juni worden gelegd. De eieren zijn lichtblauw tot lichtbruin en hebben donkerbruine vlekken. De eieren worden 11 à 12 dagen geïncubeerd en na het uitkomen blijven de jongen nog 12 à 13 dagen in het nest. Circa vier dagen na het uitvliegen zijn de jongen zelfstandig. Het nest van de ortolaan wordt op de grond gebouwd, soms ook laag in bosjes of in bomen. Normaal gesproken één legsel per jaar; soms een tweede legsel of een legsel ter vervanging als het eerste mislukt is. Broedt vaak in losse clusters van enkele broedparen.

## Verspreiding
De ortolaan is de enige lange-afstandstrekker die de Sahara oversteekt binnen de familie der gorzen (Emberizidae). Hij is in de broedgebieden te vinden tussen eind april en begin september. Het noordelijke deel van het broedgebied bevindt zich in Zweden en Finland en vanaf het oosten van Duitsland, via de gematigde klimaatzone van Rusland richting Siberië. Het zuidelijke deel van het broedgebied omvat de noordelijke delen van het Iberisch Schiereiland, het midden en zuiden van Frankrijk, oostwaarts door Italië, de Balkan, Griekenland, Turkije en de Kaukasus. De dichtstbijzijnde bolwerken bevinden zich in het Wendland in het oosten van Nedersaksen. In Duitsland wordt het bestand momenteel geschat op 10.500 à 16.000 paren.
De ortolaan overwintert in zowel West- als Oost-Afrika. De kern van het West-Afrikaanse overwinteringsgebied ligt in Guinee waar ze algemeen zijn op Mont Nimba en grote dichtheden worden bereikt in de hooglanden van Fouta Djalon. In de laatstgenoemde zijn groepen van circa 200 individuen waargenomen. Ook het Lomagebergte en het Tingi Hills Forest Reserve in Sierra Leone behoren tot de kern van het West-Afrikaanse overwinteringsgebied. De soort wordt hier op hoogten tussen de 800 en 1800 meter waargenomen. De soort overwintert voornamelijk in open, kort en (gedeeltelijk) afgebrande graslanden, akkers, rotsige hellingen en kleine velden omgeven door droog bosland. Trekt daar vaak op met boompiepers (Anthus trivialis), langsnavelpiepers (Anthus similis) en zevenstrepengorzen (Emberiza tahapisi). Grotere aantallen overwinteren echter in het Ethiopisch Hoogland in Ethiopië en Soedan, op een hoogte tussen de 900 en 3000 m. De geprefereerde biotoop is daar gelijk aan dat in het westen van Afrika.
Ortolanen die in het noordwesten en midden van Europa broeden trekken in zuidwestelijke richting weg en overwinteren in West-Afrika, van Mauritanië tot Nigeria. De broedgebieden worden in de loop van augustus en september verlaten. Ortolanen die gedurende de najaarstrek in Europa worden gevangen hebben lage vetreserves, wat indiceert dat ze snel door Centraal-Europa heen trekken en pas in het zuidwesten van Europa hun vetreserves proberen op te krikken. In Marokko passeren de meeste ortolanen tussen september en begin oktober en in Mauritanië vooral in begin oktober. Ortolanen zijn zeldzaam ten zuiden van 16° NB voor het midden van november en zeldzaam ten zuiden van 12° NB voor december, wat suggereert dat ze redelijk lang blijven pleisteren in de Sahel nadat ze de woestijn zijn overgestoken. Ortolanen blijven in de nabijheid van de Sahara totdat er geen voedsel meer beschikbaar is, alvorens ze hun eindbestemming bereiken. Dit is een fenomeen dat ook in andere zangvogels is waargenomen, zoals bij de fitis (Phylloscopus trochilus). De West-Afrikaanse overwinteringsgebieden worden tussen december en maart bezet. Broedvogels uit Oost-Europa en Rusland overwinteren in Oost-Afrika. In de Europese broedgebieden zijn ze opnieuw tussen eind april en midden mei te verwachten.

## Achteruitgang van de ortolaan
In Nederland kwam de ortolaan aan het begin van de 20e eeuw nog voor ten oosten van de lijn Oost-Groningen, Hilversum en Zeeuws-Vlaanderen. Een afname trad al vanaf 1950 in toen er nog 1200-1700 paartjes in Nederland broedden. In het midden van de jaren 70 van de twintigste eeuw was het bestand geslonken tot ongeveer 125 broedparen. De laatste bolwerken bevonden zich in Noord-Brabant, rondom Blerick en Grubbenvorst in Noord-Limburg en in de omgeving van Winterswijk in de Achterhoek. In 1994 waren er nog enkele broedparen over en sinds 1998 is er nog slechts twee keer in Nederland gebroed. De soort kende in België een soortgelijke situatie waar er in de jaren 50 van de twintigste eeuw nog vele honderden voorkwamen. In 1989 was dat aantal geslonken tot slechts vier broedparen. Het laatste bolwerk bevond zich in de oude boerenlandschappen van de Belgische Kempen. De ortolaan is dan ook praktisch als broedvogel uitgestorven in Nederland en België. Trekvogels uit Zweden worden vooral in het najaar, maar ook in april en mei nog wel waargenomen.
De soort is in 2004 als ernstig bedreigd op de Nederlandse Rode Lijst gezet. Sinds 2016 staat de soort als verdwenen genoteerd. 
De soort staat als uitgestorven op de Vlaamse Rode Lijst.
In Zwitserland staat de ortolaan ook op de rand van uitsterven, met nog zeven overgebleven individuen in 2009. Deze bevonden zich op rotsachtige zuidelijke hellingen in de gemeente Leuk, kanton Wallis. Ze kwamen in de jaren 80 van de twintigste eeuw ook nog voor in de kantons Genève en Graubünden.
Ook in Finland is de achteruitgang goed gedocumenteerd. De afname van de ortolaan in Finland begon pas tussen de jaren 70 en jaren 80 van de twintigste eeuw. De achteruitgang gaat het hardst in het noorden en oosten van Finland en minder hard in het westen en zuiden, waar de meeste ortolanen voorkomen. In het zuidelijke gebied werd een afname van 72% gemeten tussen 1984 en 2002 en gaat nog altijd door. Aan het eind van de jaren 80 werd het bestand tussen de 150.000 en 200.000 broedparen geschat, wat de op een na grootste populatie, na Spanje in Europa was. De huidige populatiegrootte wordt op 30.000 paren geschat.
Voor zover bekend is de Oost-Europese populatie nog stabiel en de enige substantiële toename werd gemeld in Catalonië. Omdat de populatie hier wel in staat is om toe te nemen, is het aannemelijk dat de kwaliteit van de West-, Centraal- en Noord-Europese landbouwgebieden als broedbiotoop achteruit gaat. Ook is het daarom waarschijnlijk dat problemen in het overwinteringsgebied slechts een marginale rol spelen.
De soort staat (nog) als niet bedreigd op de internationale Rode Lijst van de IUCN.

## Biotoop

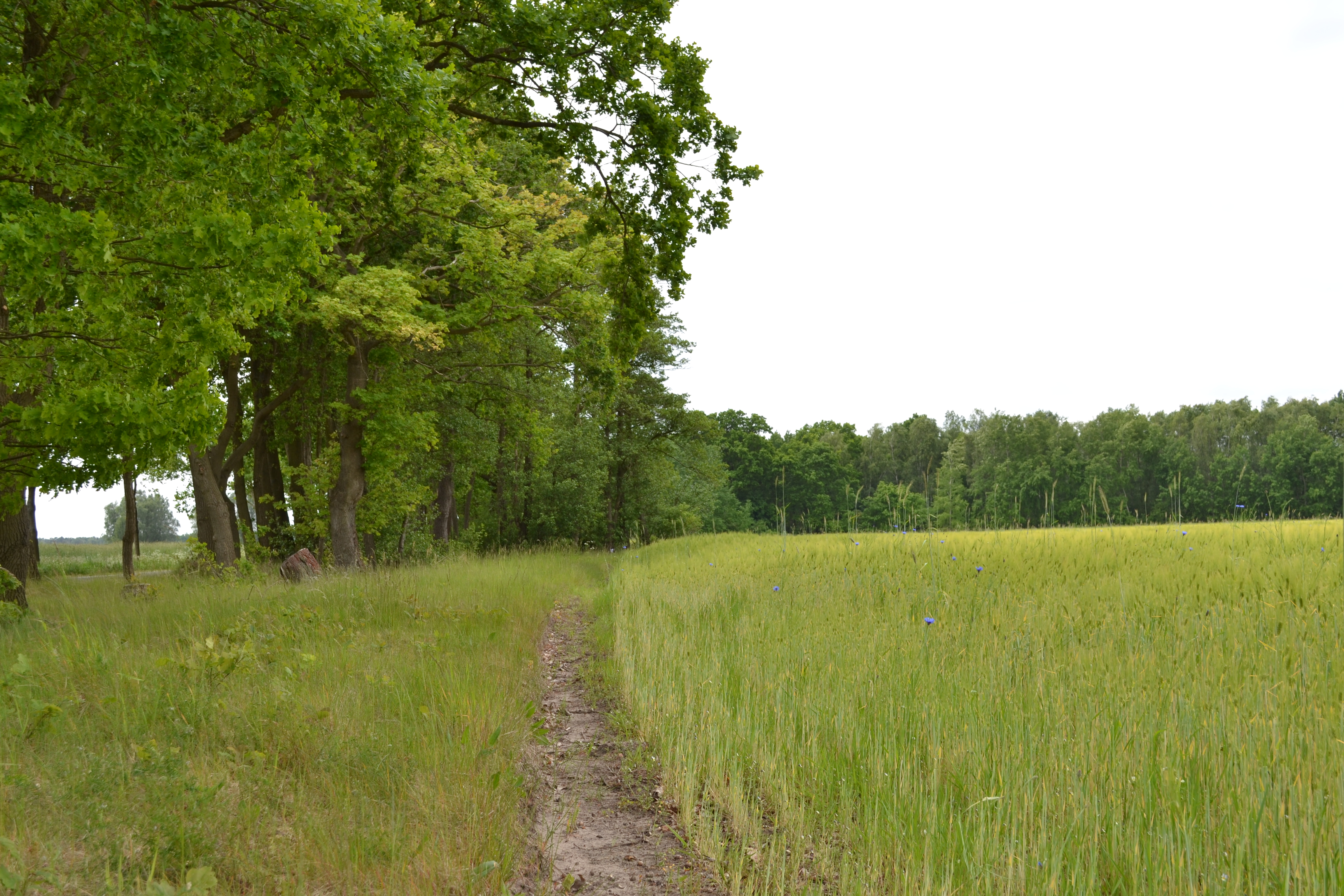
Broedbiotoop van de ortolaan in het Havelländisches Luch in Duitsland

De ortolaan kwam in de omgeving van Winterswijk voor op de kleinschalige essen waarop rogge, gerst, haver, aardappelen en voederbieten werden verbouwd. Ze broedden daar in de oude eikenhoutwallen of in oude eiken langs lanen die het akkergebied doorkruisen. De Winterswijkse populatie liep door tot in Westfalen, waar de soort ook hard onderuit is gegaan. De gevaren liggen bij de verandering in het landgebruik, die tegenwoordig grootschaliger is en minder gewassen bevat. De maïsteelt is catastrofaal voor de ortolaan. In het oosten van Duitsland, waar nog wel ortolanen broeden, worden ze net als voorheen in Winterswijk gezien in kleinschalige akkergebieden langs oude eikenalleeën; soms ook bosranden langs akkers. Kleinschalige elementen als zandweggetjes en braakliggende akkerranden lijken ook zeer belangrijk te zijn. In bosrijke gebieden van Fennoscandinavië en Rusland broedt de soort langs bosranden, open plekken in bossen en kapvlakten. In Zuid-Europa en de Kaukasus worden ruige, met struiken begroeide berggebieden bewoond tot een hoogte van 2.400 m. Komt in zowel de natuurlijke als agrarische delen van zijn verspreidingsgebied voor in warme, zonnige gebieden, met een droge bodem en een jaarlijkse neerslag beneden de 600–700 mm.

## Geluid

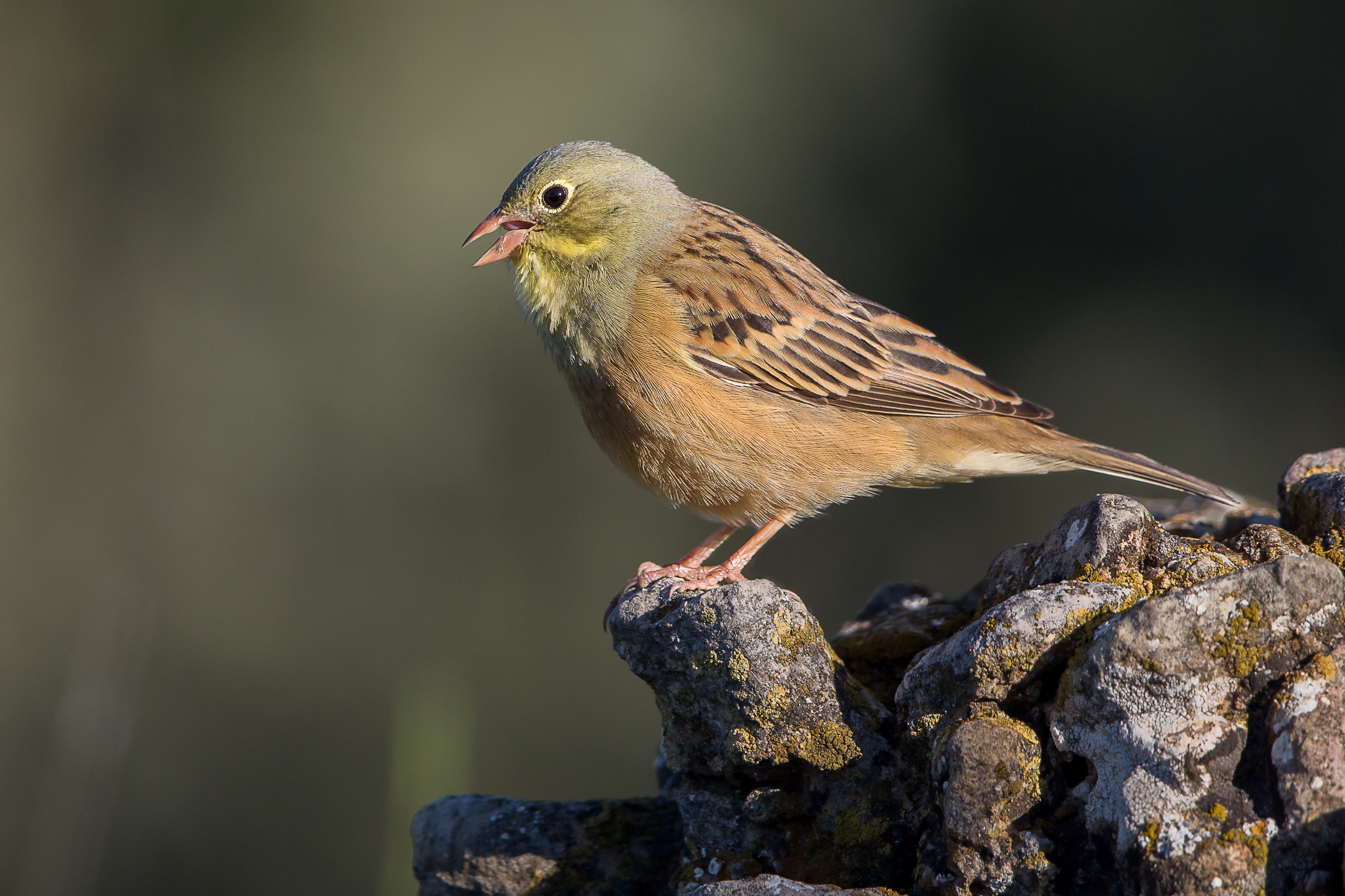
Een zingende ortolaan

De roep is een metalig sli-e en tju. Beide roepjes worden vaak om en om met een interval van twee seconden ten gehore gebracht. Ook een plat, klikkend plett indien opgejaagd. De zang is een melodieus, echoënd srü-srü-srü-srü-dru-dru-dru of sja-sja-sja-drü-drü. Regionale variatie is mogelijk.

## Verplichtingen onder de Vogelrichtlijn
De ortolaan is ingedeeld in Annex I van de Vogelrichtlijn van de Europese Unie. Daarom moeten de lidstaten ervoor zorgen dat de soort beschermd wordt. Dit houdt onder andere in dat het opzettelijk doden of vangen van de ortolaan, alsook het schade toebrengen aan de nesten en het weghalen van de eieren verboden is. Het Duitse Committee Against Bird Slaughter bracht in 2012 de illegale jacht onder de aandacht van het Europees Parlement, nadat het de illegale activiteiten in Frankrijk in kaart had gebracht. De bescherming van de ortolaan wordt vooral in het Franse departement Landes niet nageleefd en de lokale autoriteiten tolereren de massale vangst openlijk. De ortolanen worden in het najaar gevangen en vetgemest, om vervolgens in december doorverkocht te worden aan restaurants voor een prijs tussen de €100,- en €150,-. Ze worden vervolgens voor €300,- opgediend. Jaarlijks worden er in Frankrijk ca. 30.000 ortolanen in de periode augustus/september gestroopt.
De traditie om ortolaan te eten komt uit de Zuid-Europese landen. De dieren worden levend in armagnac verdronken en vervolgens in een hete oven geroosterd. Het eten van de ortolaan werd er vroeger (en door sommigen nog steeds) als een delicatesse beschouwd. De Duitse ornitholoog Hermann Schlegel omschreef de ortolanenvangst als volgt: "Op plaatsen waar ze tijdens de trek talrijk waren werden ze met slagnetten gevangen. In een kooi werden ze dan 's nachts bij kaarslicht in enkele dagen vetgemest met gierst, vervolgens met een steek van een stopnaald in het achterhoofd gedood, geplukt doch niet ontweid, en met rode zijden strikjes om de hals in spanen doosjes verzonden".
In maart 2013 riep Europa de Fransen nogmaals op te stoppen met het nog steeds door de overheid oogluikend toestaan van deze illegale vogelvangst. Voorzitter van de Franse dierenbescherming, Pierre Athanaze, zegt een regeringsdocument te hebben onderschept, waarin staat dat de politie de jagers met rust moet laten. In juni 2016 gaf de Europese Commissie Frankrijk nog twee maanden de tijd om maatregelen tot verbetering te treffen. Door de Franse houding zouden de inspanningen van andere landen voor het behoud van de ortolaan hun nut voor een belangrijk deel verliezen.
De ortolaan staat ook op Appendix III van de Conventie van Bern.

## Gelijkende soorten
- Bruinkeelortolaan (Emberiza caesia) Qua uiterlijk.
- Steenortolaan (Emberiza buchanani) Qua uiterlijk en geluid.

## Trivia
- De ortolaan wordt als de belichaming van de ziel van Frankrijk beschouwd.
- Bij wijze van symbolische daad was daarom een ortolaan de laatste maaltijd van de Franse president François Mitterrand.
- De ortolaan is ook de titel van een boek van Maarten 't Hart (boekenweekgeschenk 1984).